# Televisione in Francia
La Francia conta diverse centinaia di reti televisive. Le prime reti erano i canali di stato degli enti pubblici RDF (1944-1949) poi RTF (1949-1964) poi ORTF (1964-1974). L'apertura verso nuovi canali privati a partire dal 1984 e la privatizzazione di TF1 nel 1987 hanno permesso l'instaurarsi di una vera concorrenza, dopo che le radio libere erano apparse nel 1981.
Fino all'arrivo della televisione digitale terrestre, nel 2005, solo 6 reti televisive nazionali erano disponibili nella televisione terrestre. Dalla fine degli anni ottanta diverse reti televisive nazionali sono state create (alcune sono scomparse, altre sono ancora attive), ma queste erano disponibili solo nella televisione via cavo e/o via satellite. L'avvento della televisione digitale terrestre ha sensibilmente modificato (e ampliato) il panorama audiovisivo francese, al 2017 vi sono 32 reti televisive nazionali diffuse nella televisione terrestre, alle quali si aggiungono circa un centinaio di reti televisive nazionali diffuse via satellite e/o via IP, per la lingua italiana della RAI e della Mediaset.
Al 1º gennaio 2016, il numero di servizi di televisione titolari di una convenzione o beneficianti del regime dichiarativo sono 268, di cui 184 servizi di televisione convenzionata e 84 servizi di televisione dichiarati.

## Cronologia

### Anni trenta
- aprile 1931: prima dimostrazione pubblica della televisione organizzata da René Barthélémy all'École supérieure d'électricité.
- gennaio 1935: prima emissione in 60 linee dall'Ecole nationale supérieure des postes et télégraphes verso la torre Eiffel.
- aprile 1935: nascita della televisione presso il Ministère des postes, télégraphes et téléphones : primo studio televisivo e inizio delle emissioni regolari della prima rete televisiva Radio-PTT Vision con René Barthélémy in 180 linee.
- gennaio 1937: primo reportage televisivo in diretta in occasione dell'Esposizione universale del 1937 a Parigi.
- luglio 1937: Radio-PTT Vision cambia nome e diventa Radiodiffusion nationale Télévision che scomparirà il 3 settembre 1939.
- luglio 1939: creazione della Radiodiffusion nationale (RN), ente pubblico responsabile del servizio pubblico audiovisivo.

### Anni quaranta
- maggio 1943: creazione di Fernsehsender Paris, da parte dell'occupazione tedesca e attiva fino al 12 agosto 1944.
- aprile 1944: creazione di un Commissariato all'informazione da parte del Comité français de libération nationale (CFLN).
- ottobre 1944: creazione della RDF Télévision française (RDF), comunemente chiamata Télévision française, attiva fino all'8 febbraio 1949.
- marzo 1945: creazione del monopolio di Stato del servizio pubblico della radiodiffusione: Radiodiffusion française (RDF) che sostituisce la Radiodiffusion nationale.
- dicembre 1946: primo giornale meteo.
- dicembre 1946: la televisione emette tutti i giorni.
- ottobre 1947: la televisione diffonde emissioni regolari (12 ore a settimana).
- luglio 1948: realizzazione del primo reportage in esterno con la diffusione, dal Parco dei Principi dell'arrivo del Tour de France 1948.
- febbraio 1949: l'ente pubblico audiovisivo Radiodiffusion française (RDF) cambia nome in Radiodiffusion-télévision française (RTF), che scomparirà il 24 luglio 1964.
- febbraio 1949: RDF Télévision française cambia nome e diventa RTF Télévision, che scomparirà il 24 luglio 1964.
- giugno 1949: primo telegiornale.
- luglio 1949: istituzione del canone televisivo.

### Anni cinquanta
- gennaio 1950: in Francia si contano 1.800 televisori.
- febbraio 1950: creazione dell'Union Européenne de Radio-Télévision (UER).
- aprile 1950: debutto della televisione en province (ovvero al di là della Région parisienne) e nascita di RTF Télé-Lille (poi diventata ORTF Télé-Lille e chiamata France 3 Nord-Pas-de-Calais).
- maggio 1956: creazione del primo Concours Eurovision de la chanson da parte dell'UER, ritrasmesso in diretta alla televisione.
- gennaio 1959: apparizione della pubblicità collettiva, cioè una pubblicità di una categoria di prodotti senza citare i marchi dei prodotti.
- febbraio 1959: la Radiodiffusion-télévision française (RTF) è trasformata in ente pubblico a carattere industriale e commerciale (EPIC) ed è posta sotto l'autorità del Ministère de l'Information.

### Anni sessanta
- gennaio 1960: secondo l'INSEE il 13,1% delle abitazioni in Francia è dotato di un televisore.
- gennaio 1963: creazione dei primi programmi di informazione regionale.
- dicembre 1964: primi test di telediffusione del 2º canale in SÉCAM.
- gennaio 1964: creazione di RTF Télévision 2 in SÉCAM, che scomparirà il 24 luglio 1964.
- gennaio 1964: secondo l'INSEE il 39% delle abitazioni in Francia è dotato di un televisore.
- aprile 1964: inizio delle emissioni regolari, 20 ore a settimana, di RTF Télévision 2 in bianco e nero.
- giugno 1964: Creazione dell'Office de radiodiffusion-télévision française (ORTF) che sostituisce la Radiodiffusion-télévision française (RTF).
- luglio 1964: i due canali gestiti da RFT, RTF Télévision e RTF Télévision 2, diventano rispettivamente ORTF Télévision e ORTF Télévision 2, più comunemente chiamati premième chaîne de l'ORTF e deuxième chaîne de l'ORTF.
- gennaio 1967: secondo l'INSEE il 58% delle abitazioni in Francia è dotato di un televisore.
- settembre 1967: primo telegiornale sulla deuxième chaîne de l'ORTF.
- 1º ottobre 1967: inizio delle prime emissioni a colori sulla deuxième chaîne de l'ORTF.[2]
- gennaio 1968: secondo l'INSEE il 62% delle abitazioni in Francia è dotato di un televisore.
- aprile 1968: inizi della pubblicità dei marchi in contrapposizione alla pubblicità collettiva.
- ottobre 1968: ritrasmissione dei giochi olimpici in Messico a colori.

### Anni settanta
- gennaio 1970: i due canali, ORTF Télévision e ORTF Télévision 2, coprono la totalità del territorio francese.
- gennaio 1970: Secondo l'INSEE il 70,4% delle abitazioni in Francia è dotato di un televisore.
- dicembre 1972: Creazione della Troisième chaîne couleur de l'ORTF che emette in SÉCAM e a colori.
- agosto 1974: una nuova legge sopprime l'ORTF e vengono create al suo posto 7 nuove entità, di cui 4 società di programmi e 3 di servizi[3].
- gennaio 1975: la legge dell'agosto 1974 entra in vigore, nascono: l'ORTF chiude e i suoi tre canali si trasformano in Télévision française 1, Antenne 2, France Régions 3.
- gennaio 1976: TF1 inizia a trasmettere a colori su tutto il territorio nazionale.
- gennaio 1976: la vendita di televisori a colori supera quella dei televisori in bianco e nero; TF1 trasmette a colori su tutto il territorio nazionale.
- marzo 1976: creazione su Antenne 2 del primo telegiornale per sordi e audiolesi.
- gennaio 1979: creazione su Antenne 2 del telegiornale di mezzogiorno (alle 12:45).

### Anni ottanta
- gennaio 1980: secondo l'INSEE il 90,1% delle abitazioni in Francia è dotato di un televisore.
- luglio 1982: emanata una legge (del 29 luglio 1982) sulla liberalizzazione dell'audiovisivo in Francia che rende possibile la creazione di televisioni e radio private e che istituisce la "Haute autorité de la communication audiovisuelle" (HACA).
- gennaio 1984: lancio di TV5 Europe da parte di cinque reti francofone (TF1, A2, FR3, RTBF e SSR), trasmessa via satellite.
- 10 febbraio 1984: lancio di ASTV, prima rete televisiva locale a Grande-Synthe.
- 4 novembre 1984: lancio di Canal+, prima rete televisiva a pagamento al mondo.
- 18 dicembre 1985: la prima autorizzazione all'uso della televisione via cavo è rilasciata alla società "Cergy-Pontoise TV", che propone la diffusione di RTL Télévision, Sky Channel, TMC e TV5.
- 23 dicembre 1985: lancio di Canal J, via cavo sulla rete di Cergy-Pontoise, l'anno seguente a Parigi e poi a Nizza e a Montpellier; si tratta della prima rete televisiva francese ad essere trasmessa via cavo, nonché la prima rete "tematica" ("J" di "jeunesse" = "giovinezza") in Francia.
- 20 febbraio 1986: lancio di La Cinq, prima rete televisiva privata generalista in Francia.
- 27 febbraio 1986: lancio di La Sept (Société d'Édition de Programmes de Télévision).
- 1º marzo 1986: lancio di TV6, rete televisiva consacrata alla musica e ai giovani. Dal 28 febbraio 1987, si trasforma in M6.
- 30 luglio 1986: due decreti (nº 900 e nº 901) annullano le concessioni a La Cinq e a TV6.
- 30 settembre 1986: la legge nº 1067 del 30 settembre 1986 ('Loi Léotard'), relativa alla liberta di comunicazione, sostituisce la legge del 1982 e diventa la nuova legge quadro del paesaggio televisivo francese; in seguito questa legge è stata solo oggetto di modifiche. Questa istituisce la "Commission nationale de la communication et des libertés" (CNCL) in sostituzione della "Haute autorité de la communication audiovisuelle" (HACA).
- 27 novembre 1986: la legge nº 1210 completa quella del 30 settembre 1986 e entrambe aprono alla privatizzazione de TF1, di TDF e di SFP.
- 15 dicembre 1986: lancio di Paris Première, via cavo a Parigi, si tratta della prima rete televisiva locale in Francia.
- 23 febbraio 1987: la CNCL (Commission nationale de la communication et des libertés) riattribuisce l'uso del 5º canale al Groupe Hersant e a Fininvest (25% ciascuno della società di edizione) e alla loro rete televisiva La Cinq.
- 26 febbraio 1987: la CNCL (Commission nationale de la communication et des libertés) attribuisce l'uso del 6º canale al Groupe M6 (CLT, Lyonnaise des eaux, MK2 e Groupe Amaury) e alla loro rete televisiva M6, che inizia ad emettere dal 1º marzo 1987.
- 21 marzo 1987: lancio di TV Rennes, prima rete televisiva locale in Bretagna.
- 6 aprile 1987: la privatizzazione di TF1 si completa, il Groupe TF1 è scelto per riprendere la rete televisiva, questa passa dallo statuto di impresa pubblica di programmi a società anonima. Il 15 aprile 1987, la CNCL autorizza la concessione di 10 anni fino all'aprile 1997. Il 16 aprile 1987, l'imprenditore Francis Bouygues consegna un assegno di 3 miliardi di franchi a Édouard Balladur, all'epoca ministro delle finanze, per l'acquisto di TF1. L'azionista principale del Groupe TF1 è Bouygues (45,6%) all'interno di un consorzio che detiene il 50%; 36,4% sarà quotato alla borsa di Parigi il 24 luglio 1987 e il rimanente 13,6% sarà riservato ai dipendenti ed ex dipendenti.
- 1988: la gestione delle frequenze è attribuita alla CNCL (Commission nationale de la communication et des libertés), in precedenza le frequenze erano di competenza di TDF (Télédiffusion de France).
- 1988: lancio di Télé Toulouse, prima rete televisiva locale a diffondere via terrestre.
- 17 gennaio 1989: la legge nº 25 del 1989 modifica la legge nº 1067 del 1986 e istituisce il Conseil supérieur de l'audiovisuel (CSA) che sostituisce la Commission nationale de la communication et des libertés (CNCL).
- febbraio 1989: altre due reti televisive locali iniziano a trasmettere in chiaro: Télé Lyon Métropole e 8 Mont-Blanc.[4]

### Anni novanta
- 19 dicembre 1990: il CSA autorizza la prima televisione regionale detta «de pays»[5], Aqui TV (Périgueux, Sarlat).[6]
- 30 aprile 1991: creazione di arte (Association relative à la télévision européenne).
- 19 novembre 1991: autorizzazione all'apertura di due reti televisive private in chiaro in Guadalupa e due in Martinica ("TCI-Guadeloupe", "Archipel 4", "TCI-Martinique" e "Antilles Télévision").[7]
- 12 aprile 1992: La Cinq cessa di emettere, era stata messa in liquidazione 3 aprile 1992.
- 12 febbraio 1993: autorizzazione all'apertura di due reti televisive private in chiaro alla Riunione ("Antenne Réunion" e "TV Sud").[8]
- 22 dicembre 1993: autorizzazione all'apertura di una rete televisiva privata in chiaro nella Guyana francese ("Antenne Créole Guyane").[9]
- settembre 1994: TF1 comincia a trasmettere in stereofonia NICAM (Near Instantaneous Companded Audio Multiplex), Thomson SA è la prima azienda a commercializzare dei televisori stereofonici.[10]

### Anni duemila
- 31 marzo 2005: lancio della Télévision Numérique Terrestre in Francia metropolitana con la diffusione di 14 canali.
- ottobre 2005: lancio di 4 altri canali digitali: il canale delle notizie BFM TV e I-Télé, il canale di musica e intrattenimento Europe 2 TV, e il canale per bambini Gulli (alleanza tra Lagardère Active e France Télévisions).
- febbraio 2006: sigla della convenzione «Alerte enlèvement» tra lo Stato e i principali media per diffusione massiva di un messaggio di allarme in caso di rapimento di un minore.
- dicembre 2006: la Télévision Numérique Terrestre copre più del 63,6 delle famiglie, il 15,1% di esse sono dotate di un adattatore per riceverla. 15 reti televisive sono accessibile sul digitale terrestre.
- 6 dicembre 2006: lancio di France 24, dapprima su internet e poi sul cavo, sul satellite e via ADSL.
- 4 gennaio 2007: Canalsat e TPS sono fuse nel "Nouveau CanalSat". TPS chiude il 31 dicembre 2008 e il canale principale del bouquet – TPS Star – ferma il 4 maggio 2012.
- marzo 2008: la Télévision Numérique Terrestre copre più del 65% della popolazione.
- 5 marzo 2007: la legge nº 309, relativa alla modernizzazione della diffusione audiovisiva e alla televisione del futuro, prevede il lancio della televisione mobile, dell'alta definizione e la fine della televisione analogica entro la fine del 2011.
- agosto 2007: 5 milioni di famiglie sono dotate di decoder per la visualizzazione della TNT.
- 13 settembre 2007: lancio dei canali locali e regionali della Télévision Numérique Terrestre nella Francia metropolitana. Il CSA autorizza 18 reti televisive locali a trasmettere in analogico e in digitale. Altre 7 reti televisive sono autorizzate a trasmettere in digitale nell'Île-de-France. Entro la fine dell'anno le reti televisive locali saranno 25.[11][12]
- 31 dicembre 2007: la soglia massima dell'85% di famiglie che accedono alla TNT è raggiunto alla fine dell'anno.
- marzo 2008: il 32,4% delle famiglie, che possiedono un televisore, hanno un decoder per la Télévision Numérique Terrestre. Nello stesso periodo, i tradizionali televisori senza decoder per la TNT non vengono più venduti. 20 reti televisive – disponibili in altrettante città francesi – sono diffuse sulla TNT. Lancio di 7 reti locali nell'Île-de-France.
- aprile-luglio 2008: France 2, France 5 e France 4 cominciano a trasmettere in 16:9.
- 30 ottobre 2008: lancio della diffusione in alta definizione H.264 (MPEG-4 AVC) della Télévision Numérique Terrestre nella Francia metropolitana.
- 4 febbraio 2009: debutto (a Coulommiers) della transizione alla televisione digitale e conseguente arresto della diffusione della televisione analogica terrestre.[13]
- 5 marzo 2009: La legge nº 258, relativa alla comunicazione audiovisiva e al nuovo servizio pubblico della televisione, riforma la radio e la televisione pubblica, in particolare con la riorganizzazione del gruppo France Télévisions e la sospensione – sui canali pubblici – della pubblicità dalle 20:00 alle 6 del mattino.
- giugno 2009: Lancio di Play TV, servizio web che propone la diffusione in diretta dei canali della TNT francese (gratuitamente) e di altri canali (a pagamento).[14]

### Anni duemiladieci
- 4 gennaio 2010: a seguito della legge nº 258 del 5 marzo 2009, France Télévisions diventa una "entreprise commune", con la fusione di 49 società che componevano ciò che era fino a quel momento un'holding.
- 8 giugno 2010: lancio di France Ô sulla TNT nazionale in Francia metropolitana (LCN 19).
- giugno 2010: Groupe TF1 acquisisce TMC e NT1 da AB Groupe.
- 20 settembre 2011: l'Autorité de la concurrence, con la decisione 11-D-12, ritira l'autorizzazione della fusione di Canalsat e TPS nel "Nouveau CanalSat" e infligge una pesante ammenda pecuniaria al groupe Canal+; poi 23 luglio 2012, con la decisione 12-DCC-100, l'Autorità autorizza la fusione su riserva di ingiunzioni e prescrizioni.
- 30 novembre 2010: lancio della Télévision Numérique Terrestre nella Francia d'oltremare con la diffusione di 8 canali (La Première, France 2, France 3, France 4, France 5, France Ô, France 24 e Arte) e canali privati locali per alcuni territori.
- 29 novembre 2011: completamento della transizione alla televisione digitale e conseguente arresto della diffusione della televisione analogica terrestre.[13]
- 18 settembre 2012: completamento dell'acquisto da parte del Groupe Canal+ di Direct 8 e Direct Star, detenute da Bolloré. Il 7 ottobre 2012 i due canali sono rinominati rispettivamente D8 e D17. L'anno dopo, Vivendi diventa l'unico proprietario del Groupe Canal+; i due azionisti principali di Vivendi sono Bolloré (20,65%) e Compagnie de Cornouaille (20,65%), entrambe le società sono controllate da Vincent Bolloré.
- 12 dicembre 2012: lancio delle 5 reti televisive in alta definizione HD1, L'Équipe 21, 6ter, Numéro 23, RMC Découverte e Chérie 25 (LCN da 20 a 25)
- 21 settembre 2013: lancio del quinto canale del pacchetto "Les Chaînes Canal+", Canal+ Séries.
- 31 marzo 2014: France 4 ha ricevuto un nuovo logo e un restyling con un riposizionamento editoriale, trasmettendo i blocchi di programmazione per bambini Ludo e Zouzous quasi tutto il giorno.
- 23 settembre 2014: France 24, il canale internazionale di all-news emmette solo nell'Île-de-France sulla frequenza lasciata libera dopo l'arresto delle emissioni del canale NRJ Paris.
- dicembre 2014: TF1 chiede il ritiro delle frequenze della sua filiale Eurosport, trasmessa sulla TNT a pagamento, al fine di poter vendere il canale al gruppo Discovery.
- 31 dicembre 2014: TF6, canale televisivo detenuto dal Groupe TF1 (50%) e da Groupe M6 (50%) e trasmesso sulla TNT a pagamento cessa definitivamente di emettere. Il canale, fondato nel dicembre 2000, chiude dopo 14 anni di esistenza, la decisione era stata presa, congiuntamente dalle due società il 23 aprile 2014.
- 1º gennaio 2015: il canone televisivo annuale passa da €133 a €136 in Francia metropolitana e da € 85 a €86 nella oltremare. E in seguito aumenterà di €1 all'anno.
- 11 febbraio 2016: lancio di Toonami, un canale di cartoni animati d'azione di proprietà di Turner Broadcasting System, e Crime District di proprietà di AB Groupe.
- 5 aprile 2016: passaggio in alta definizione H.264 (MPEG-4 AVC) della Télévision Numérique Terrestre nella Francia metropolitana.
- 5 aprile 2016: LCI, fino ad allora trasmesso sulla TNT a pagamento, passa nella TNT gratuita (LCN 26).
- 11 luglio 2016: lancio di Molotov TV, applicazione per vedere, sul proprio smartphone o smart TV, i canali della TNT francese (gratuitamente) e altri canali (a pagamento).[15]
- 1º settembre 2016: Lancio di France Info, rete all-news del servizio pubblico (LCN 27).
- 5 settembre 2016: Canal+ rinomina i suoi canali gratuiti D8 e D17 in C8 e CStar. La ridenominazione di I-Télé in CNews è avvenuta il 27 febbraio 2017.
- 9 maggio 2017: France TV Pluzz e più di 300 altri siti di France Télévisions si sono fusi in france.tv
- 29 gennaio 2018: il nuovo look introdotto per la prima volta su France Info e france.tv è stato esteso a tutti i canali e le attività di France Télévisions. La sera, HD1 diventa TF1 Séries Films.
- 30 gennaio 2018: NT1 diventa TFX.
- Nel 2019, Lagardère Active ha venduto le sue attività televisive al gruppo M6.
  - Virgin Radio TV ha chiuso il 1º luglio 2019, ed Elle Girl ha chiuso il 16 luglio (M6 possiede il suo canale femminile Téva).
  - La divisione televisiva di Lagardère Active è stata integrata nel gruppo M6 il 1º settembre 2019 e comprende Gulli, Tiji, Canal J, MCM, MCM Top e RFM TV.
- 9 dicembre 2019: lancio di Okoo, il nuovo marchio giovanile di France Télévisions che sostituisce Ludo e Zouzous, trasmesso al mattino su France 3 e France 5, tutto il giorno su France 4, e in streaming su un'applicazione mobile.

### Anni duemilaventi
- 24 agosto 2020: chiusura di France Ô.
- 1º febbraio 2021: lancio del canale temporaneo Culturebox su LCN 19 per promuovere la cultura durante la pandemia COVID-19.

## Televisione terrestre

### Televisione analogica terrestre
La televisione analogica terrestre in Francia fu attiva fino al 29 novembre 2011 con lo standard televisivo SÉCAM. La transizione alla televisione digitale iniziò il 2 febbraio 2009 per poi terminare il 29 novembre 2011.

#### Francia metropolitana
| Canale | Creazione        | Nome delle reti su questo canale |
| ------ | ---------------- | --- |
| 1      | 26 aprile 1935   | Radio-PTT Vision (1935-1937) Radiodiffusion nationale Télévision (1937-1939) Fernsehsender Paris (1943-1944) RDF Télévision française dell'RDF (1944-1949) RTF Télévision dell'RTF (1949-1964) Première chaîne de l'ORTF (1964-1975) TF1 (Télévision Française 1) (1975-1987), rete pubblica TF1 (1987-2011), rete privata del Groupe TF1 |
| 2      | 21 dicembre 1963 | RTF Télévision 2 dell'RTF (1963-1964) Deuxième chaîne dell'ORTF (1964-1967) Deuxième chaîne couleur dell'ORTF (1967-1975) Antenne 2 (1975-1992), rete pubblica France 2 (1992-2011), rete pubblica del gruppo France Télévisions |
| 3      | 31 dicembre 1972 | Troisième chaîne couleur dell'ORTF (1972-1975) France Régions 3 (FR3) (1975-1992), rete pubblica France 3 (1992-2011), rete pubblica del gruppo France Télévisions |
| 4      | 4 novembre 1984  | Canal+ (1984-2011), rete privata del Groupe Canal+ |
| 5      | 20 febbraio 1986 | La Cinq (1986-1992), rete privata del gruppo Fininvest canale condiviso (1992-2011) tra: - La Sept / La Sept-Arte / Arte France (1992-2011) -- Télé emploi (1994), rete pubblica del gruppo France Télévisions -- La Cinquième (1994-2002), rete pubblica -- France 5 (2002-2011), rete pubblica del gruppo France Télévisions |
| 6      | 1º marzo 1986    | TV6, canale musicale privato del Publicis Groupe (1986-1987) M6, canale privato del Groupe M6 (1987-2011) |
| 7      | 21 marzo 1987    | reti televisive locali o regionali (1987-2011): - (ASTV - 1984) - (TV Rennes - 1987) - Télé Toulouse (7 aprile 1988) - Télé Lyon Métropole (15 febbraio 1989) - 8 Mont-Blanc (20 febbraio 1989) - Aqui TV (1990-2003) - Télé Bleue (1992-2001) - Télé 102 (1999- - Télé Sud-Vendée (1999) - Clermont 1ère (2000) - TV7 Bordeaux (2000) - (TV Breizh - 2000) - Canal 32 (2001) - TL7 (2003) - TLP Luberon (2003-2013) - Nantes 7 (2004) - Télénantes (2004) - ect. |
| 8      |                  | reti televisive locali o regionali (fino al 2011): - TV Fil 78 (Yvelines) dal 1992 - TV8 Clermont-Ferrand - TV8 Mont-Blanc - TV8 Moselle-Est |

#### Francia d'oltremare
| Canale | Creazione | Nome delle reti su questo canale |
| ------ | --------- | --- |
| 1      | 1964      | La première chaîne dell'ORTF (1964-1975) FR3 DOM-TOM (1975-1983) RFO 1 (1983-1999), rete pubblica del RFO Télé Pays (1999-2011), rete pubblica del RFO |
| 2      | 1983      | RFO 2 (1983 - 1999), rete pubblica del RFO Tempo (1999-2010), rete pubblica del RFO |
| 3      | dal 1991  | reti televisive private locali: - Télé-Caraïbes-International-Guadeloupe (TCI-Guadeloupe) a Guadalupa - Archipel 4 a Guadalupa - Télé-Caraïbes-International-Martinique (TCI-Martinique) in Martinica - Antilles Télévision (ATV) in Martinica - Antenne Réunion alla Riunione - TV Sud alla Riunione - Antenne Créole Guyane nella Guyana francese |

### Televisione digitale terrestre
La televisione digitale terrestre ha debuttato in Francia il 31 marzo 2005 e utilizza lo standard DVB-T. 
I primi sette canali a trasmettere in questa modalità furono i sei canali storici già presenti nella televisione analogica, ossia TF1, France 2, France 3, Canal+, M6, France 5 e Arte (questi ultimi due, che in analogico condividevano lo stesso canale, divennero emittenti a sé stanti).
I primi 18 canali locali e regionali della Télévision Numérique Terrestre nella Francia metropolitana iniziano a trasmettere il 13 settembre 2007, sia in analogico e che in digitale. Nei mesi seguenti altre sette reti televisive sono autorizzate a trasmettere in digitale nell'Île-de-France. Entro la fine del 2007 le reti televisive locali aumentarono a 25. 
Secondo il CSA, al 6 dicembre 2016, si contano 94 emittenti di tutti i generi in Francia nella TNT.

#### Bando 2002
Nel 2001-2002 ci fu la prima gara indetta dal CSA per selezionare 6 nuovi canali gratuiti e 14 nuovi canali a pagamento da aggiungere ai 6 canali nazionali dell'epoca (TF1, France 2, France 3, Canal+, M6, France 5/Arte) e ai due nuovi canali pubblici (France 4 e LCP); le reti selezionate furono:
- gratuite: NT1, Direct 8, iMCM, M6 Music, NRJ TV, Télé Monte-Carlo
- a pagamento: AB1, CinéCinémas, i-Télévision, Planète, Sport+, Canal J, Match TV, Paris Première, Comédie, Cuisine.TV, TPS Star, LCI, Eurosport, TF6

#### Bando 2005
Nel 2004-2005 ci fu una seconda gara indetta dal CSA per selezionare 4 nuovi canali gratuiti e 4 nuovi canali a pagamento; questa nuova gara fu motivata dalla decisione del Consiglio di Stato di annullare 6 autorizzazioni e il successivo annullamento volontario di altre 3; le reti selezionate furono:
- gratuite: i-Télé, Gulli, Europe 2 TV, BFM TV
- a pagamento: Canal+ Cinéma, Canal+ Sport, Planète+, Canal J

#### Bando 2010
Nel 2010 ci fu una nuova gara indetta dal CSA per selezionare 1 nuovo canale a pagamento; questa nuova gara fu motivata dalla rinuncia di due reti televisive; la rete selezionata fu:
- A pagamento: CFoot

#### Bando 2012
Nel 2012 ci fu una nuova gara indetta dal CSA per selezionare 6 nuovo canale gratuiti in alta definizione; le reti selezionate furono:
- Gratuite: L'Équipe HD, 6ter, RMC Découverte, Chérie HD, HD1, TVous La Diversité/Numéro 23

#### Bando 2014
Nel 2014 ci fu una nuova gara indetta dal CSA per generalizzare il passaggio all'alta definizione; le reti televisive, che emettevano in SD, avevano la possibilità di passare in HD, in caso contrario le frequenze sarebbero state riattribuite; tutte le reti passarono in HD.
In questa occasione, tre reti criptate e a pagamento (LCI, Paris Première, Planète+) chiesero di passare in chiaro e in gratuito, il CSA rifiutò il passaggio, a seguito di un ricorso, solo LCI ottiene di poter passare in chiaro.

## Televisione via cavo
La televisione via cavo comincia a Cergy-Pontoise, dove viene lanciata ufficialmente il 18 dicembre 1985.
Numericable è ormai l'unico operatore di televisione via cavo in Francia, l'impresa è nata nel luglio 2007 dalla fusione di quest'ultima (Numericable) con l'altro ultimo operatore rimasto (Noos); Numericable dal 2016 è integrata in SFR.
Lo sviluppo della televisione via cavo coassiale in Francia è incerto, vista la grande diffusione della fibra ottica.
La tendenza attuale è di riciclare i cavi coassiali già posati negli immobili per utilizzarli con la fibra ottica sfruttando la tecnologia FTTLA (dall'inglese: Fibre To The Last Amplifier, cioè fibra fino all'ultimo amplificatore); questo sistema consiste, grazie all'uso di cavi coassiali ibridi, a portare il segnale via la fibra ottica fino all'ultimo amplificatore e da lì con cavi coassiali, che erano già presenti e posati nell'immobile, fino ai singoli appartamenti, secondo la norma DOCSIS (vedi anche: FTTx e ultimo miglio). Tecnicamente però in questo caso non si tratta più di televisione via cavo (in quanto la ricezione non avviene secondo lo standard DVB-C) ma di televisione via internet (in quanto la ricezione avviene tramite un set-top box Home Access Gateway).

## Televisione via satellite
In linea generale, qualunque bouquet televisivo satellitare permette di vedere i canali televisivi della televisione digitale terrestre gratuita, poi, in funzione del pacchetto o delle opzioni, si possono vedere altri canali televisivi francesi gratuiti o a pagamento che non sono presenti sulla TNT o ancora dei canali televisivi di altre nazioni.

### Francia metropolitana
La prima rete televisiva ad essere trasmessa via satellite è stata TV5 nel gennaio 1984, da parte di cinque reti francofone (TF1, A2, FR3, RTBF e SRG SSR).
Canalsat è il primo operatore di televisione via satellite, lanciato il 14 novembre 1992.
Diversi satelliti coprono la Francia metropolitana e permettono di vedere le reti televisive gratuite presenti sulla televisione digitale terrestre ed altre reti francesi e straniere, ma in particolare 4 satelliti sono principalmente utilizzati:
- Astra 1 (19,2° Est) – Canalsat, TNTSAT e La TV d'Orange;
- Eutelsat 5 West A (5° Ovest) – Fransat e Bis Télévisions;
- Eutelsat 9 Est B (9° Est);
- Eutelsat Hot Bird 13 (13° Est) – Bis Télévisions;

Al 2017, i principali bouquets di televisione via satellite sono:
- Canalsat[21] del Groupe Canal+ su Astra 1 (19,2° Est), a pagamento;
- Bis Télévisions[22] di AB Groupe su Hot Bird 13 (13° Est) e Eutelsat 5 West A (5° Ovest), a pagamento[23];
- Fransat[24] di Eutelsat su Eutelsat 5 West A (5° Ovest), gratuito[25];
- TNTSAT[26] del Groupe Canal+ su Astra 1 (19,2° Est), gratuito[27].

Un'altra piattaforma satellitare era TPS, attiva dal 1996 al 2008, quando si è fusa con Canalsat. France Télécom/Orange ha un proprio bouquet satellitare dal 3 luglio 2008: La TV d'Orange (su Astra 1), questa possibilità è proposta nelle zone dove l'ADSL o la fibra non sono disponibili, non è possibile infatti abbonarsi all'offerta TV via satellite di Orange senza avere un abbonamento internet. Anche SFR offriva una soluzione simile – SFR TV Sat – ma questo servizio non è più disponibile dal gennaio 2015.

### Francia d'oltremare
Gli operatori di televisione via satellite nella Francia d'oltremare sono:
- Canal+ che propone:
  - Canalsat Calédonie[29] (Nuova Caledonia e Wallis e Futuna) su Intelsat 18 (180° Est);
  - Canalsat Caraïbes[30] (Guadalupa, Guyana francese, Martinica, Saint-Barthélémy e Saint-Martin) su Intelsat 903 (34,5° Ovest);
  - Canalsat Réunion[31] (La Réunion e Mayotte) su Eutelsat 16A (16° Est);
  - TNTSAT Caraïbes (Guadalupa, Guyana francese, Martinica, Saint-Barthélémy e Saint-Martin) su Intelsat 903 (34,5° Ovest);
  - TNTSAT Réunion (Réunion e Mayotte) su Eutelsat 16A (16° Est);
- France Télévisions che propone:
  - France TV (La Réunion e Mayotte) su Eutelsat 16A (16° Est);
- Orange che propone:
  - Orange Caraïbes[32] (Guadalupa, Guyana francese, Martinica, Saint-Barthélémy e Saint-Martin) su Intelsat 903 (34,5° Ovest);
  - Orange Réunion[32] (La Réunion e Mayotte) su Eutelsat 16A (16° Est);
- Groupe Parabole che propone:
  - Parabole Mayotte[33] (Mayotte) su Eutelsat 16A (16° Est);
  - Parabole Réunion[34] (La Réunion) su Eutelsat 16A (16° Est);
- Vini (ex Tahiti Nui Satellite (TNS)) che propone:
  - Vini TV SAT[35] (Polinesia francese) su Intelsat 18 (180° Est).

## IPTV
In linea generale, qualunque bouquet televisivo via internet permette di vedere i canali televisivi della televisione digitale terrestre gratuita, poi, in funzione del pacchetto o delle opzioni, si possono vedere altri canali televisivi francesi gratuiti o a pagamento che non sono presenti sulla TNT o ancora dei canali televisivi di altre nazioni.

### Francia metropolitana
Il primo servizio IPTV in Francia – Freebox TV – è stato lanciato il 18 settembre 2002 dall'internet service provider Free del gruppo Iliad. 
Al 2017 gli operatori che offrono servizi di televisione via IP (ADSL, VDSL e/o fibra ottica) attraverso set-top box Home Access Gateway attraverso delle offerte «triple play» sono:
- Bouygues Télécom che commercializza il Bouquet TV de Bouygues Telecom[37];
- Iliad che commercializza la Freebox TV[38] e l'Alice TV[39];
- Orange che commercializza La TV d'Orange[28];
- SFR/Numericable che commercializza il Bouquet TV de SFR[40].

### Francia d'oltremare
Alcuni operatori di televisione via IP «triple play» nella Francia d'oltremare sono:
- GOtv che propone:
  - Pack TV[41] (Nuova Caledonia);
- Mediaserv che propone:
  - Service TV[42] (Guadalupa, Saint-Martin, Saint-Barthélémy, Martinica, Guyana francese e La Réunion);
- Orange che propone:
  - Orange Caraïbes[43] (Guadalupa, Guyana francese, Martinica, Saint-Barthélémy e Saint-Martin);
  - Orange Réunion[44] (La Réunion e Mayotte);
  - TV di SPM Telecom[45] (Saint-Pierre e Miquelon);
- Outremer Telecom che propone:
  - SFR Caraïbe[46] (Guadalupa, Guyana francese, Martinica);
- SRR che propone:
  - SFR Mayotte[47] (Mayotte);
  - SFR Réunion[48] (La Réunion);
- Vini che propone:
  - Vini TV Box[49] (Polinesia francese),
- Zeop che propone:
  - Service TV[50] (La Réunion).

## Televisione mobile
In Francia il CSA nel 2007 aveva lanciato una gara per la télévision mobile personnelle (TMP) e nel 2008 erano stati selezionati 16 canali (13 privati e 3 pubblici):
1. Arte (canale pubblico)
2. BFM TV
3. Canal+
4. Direct 8
5. Europa Corp TV
6. Eurosport
7. France 2 (canale pubblico)
8. France 3 (canale pubblico)
9. I-Télé
10. M6
11. NRJ 12
12. NT1
13. Orange Sport
14. TF1
15. Virgin 17
16. W9

Nel febbraio 2012, il CSA, constatando le difficoltà soprattutto economiche (degli operatori), l'incertezza del modello economico della TMP e infine il fatto che nessun operatore di multiplex sia stato designato, prende la decisione di ritirare le autorizzazioni accordate ai 16 canali. 

La televisione mobile funziona secondo lo standard DVB-H (se la ricezione è terrestre) o DVB-SH (se la ricezione è satellitare) e utilizza una rete di diffusione dedicata. 

La televisione mobile è quindi diversa dalla televisione su un dispositivo mobile, in quanto in questo secondo caso la ricezione di un canale televisivo avviene tramite streaming e internet usando la connessione dati (in 3G o superiore).

## Televisione internazionale
Di seguito quattro canali televisivi francesi che sono diffusi in Francia e nel mondo, il più delle volte in chiaro e gratuitamente:

### TV5 Monde
Dal 2 gennaio 1984, il canale internazionale francofono TV5 ridiffonde nel mondo alcuni programmi delle reti pubbliche partner (francesi, svizzere, belghe e canadesi). Il canale è diventato TV5 Monde il 2 gennaio 2006 ed è al 66,67% di proprietà francese (attraverso France Télévisions (49%), France Médias Monde (12,64%), ARTE France (3,29%) e INA (1,74%)), all'11,11% di proprietà belga (via RTBF), all'11,11% di proprietà svizzera (via SSR) e all'11,11% di proprietà canadese (via Radio Canada (6,67%) e Télé-Québec (4,44%)). 
TV5 Monde è disponibile, in lingua francese, in tutto il mondo e consta di 9 canali regionali (a seconda delle zone di diffusione):
- TV5 Québec Canada (disponibile in Canada e diffuso da Montréal, gli altri sono diffusi da Parigi);
- TV5 Monde Afrique (disponibile in Africa);
- TV5 Monde Amérique latine et Caraïbes (disponibile nell'America Latina e nei Caraibi);
- TV5 Monde Asie (disponibile in Asia);
- TV5 Monde États-Unis (disponibile negli Stati Uniti);
- TV5 Monde Europe (disponibile in Europa e Russia);
- TV5 Monde France Belgique Suisse (FBS) (disponibile in Francia, Belgio e Svizzera);
- TV5 Monde Maghreb-Orient (disponibile nel Maghreb e nel Medio-Oriente);
- TV5 Monde Pacifique (disponibile in Oceania);

### Euronews
Il 1º gennaio 1993 è stato lanciato il canale all-news Euronews in cinque lingue: francese, inglese, tedesco, spagnolo e italiano.
Il canale fu fondato da dieci gruppi televisivi pubblici membri dell'UER: francese (France Télévisions), italiano (Rai), cipriota (CyBC), greco (ERT), egiziano (ERTU), belga (RTBF), portoghese (RTP), spagnolo (RTVE), monegasco (TMC) e finlandese (YLE). Il canale è di proprietà della società Euronews SA, detenuta al 53% da Naguib Sawiris (via Media Globe Networks) e al 47% da 21 gruppi televisivi pubblici europei e da tre collettività locali francesi; in particolare la proprietà francese consta del 10,73% di France Télévisions e del 2,15% di 3 collettività locali francesi (Métropole de Lyon (0,72%), Région Rhône-Alpes (0,72%) e Département du Rhône (0,72%)); la Rai possiede il 9,66%.
Euronews è diffuso in 13 lingue (le cinque iniziali più portoghese, russo, arabo, turco, persiano, ucraino, greco e ungherese) in 158 paesi nel mondo via terrestre, via satellite, via cavo, via internet, in streaming, su diverse compagnie aeree e di crociera, su diversi campus universitari e piattaforme digitali. Euronews è disponibile in chiaro via i seguenti satelliti:
- ARABSAT BADR-4 - 26º EST (in Europa, Medio oriente e Nordafrica)
- HOT BIRD - 13º EST (in Europa, Russia europea e Medio oriente)
- ASTRA 1L - 19,2º EST (in Europa)
- ASIASAT 5 - 100,5º EST (in Asia e Oceania)
- INTELSAT 21 - 51º OVEST (in America)
- GALAXY 23 - 121º OVEST (in America del Nord)
- ASTRAG 2 - 28,2º EST (in Regno Unito e Irlanda)

### Eurochannel
Eurochannel è un canale televisivo creato nel 1994 da TV Abril (una pay tv brasiliana), in seguito rilevato da MultiThématiques (Groupe Canal+ e Vivendi) nel 2000 e infine acquistato, nel 2004, da Gustavo Vainstein, ex direttore marketing e comunicazione di Noos, che ne è tuttora il PDG (presidente e amministratore delegato).
Eurochannel è un canale esclusivamente consacrato a presentare la produzione audiovisiva europea nel mondo e diffonde solo programmi europei, tutto il giorno, in versione originale sottotitolata nella lingua del paese di diffusione. Eurochannel è diffuso in 86 paesi: in America Latina, in Europa, in America del nord, in Africa e in Asia. Eurochannel ha uffici a Miami, Parigi, San Paolo e Buenos Aires.
In Francia, Eurochannel è disponibile, in opzione, nei bouquet di Bouygues Télécom (canale 139), Free (canale 119), Orange (canale 66) e SFR/Numericable (canale 102).

### France 24
Il 6 dicembre 2006 alle 20:29 è stata lanciata l'emittente Chaîne Française d'Information Internationale ("CFII"), poi divenuta France 24.
France 24 è al 100% di proprietà francese, attraverso la società statale France Médias Monde (in precedenza chiamata Audiovisuel Extérieur de la France). 
Il canale all-news è disponibile in tutto il mondo e diffonde in quattro lingue: francese, inglese e arabo e spagnolo
France 24 è disponibile in chiaro via i seguenti satelliti:
- HOT BIRD - 13º EST (in francese e inglese in Europa, Russia europea e Medio oriente)
- ASTRA 1 - 19,2º EST (in francese, inglese e arabo in Europa)
- EUTELSAT 28 A - 28,2º EST (in inglese in Europa occidentale)
- ARABSAT BADR-4 - 26º EST (in francese, inglese e arabo in Europa, Medio oriente e Nordafrica)
- NILESAT 201 - 7º OVEST (in inglese e arabo in MENA)
- SES-5 - 5º EST (in francese e inglese in Africa subsahariana)
- ASIASAT 5 - 100,5º EST (in francese e inglese in Asia e Oceania)
- EUTELSAT 16 A - 16º EST (in francese in Africa francofona)
- INTELSAT 21 - 51º OVEST (in francese e inglese in America)

## Cifre chiave
Cifre chiave della televisione francese:
██ TNT (42,61%) (57,7%)
██ IPTV (33,09%) (44,8%)
██ satellite (17,73%) (24%)
██ cavo (6,57%) (8,9%)
██ Informazione (11,8%)
██ Magazines (11,8%)
██ Documentari (9,4%)
██ Cinema (2,5%)
██ Fiction (23%)
██ Animazione (7%)
██ Divertimento (14,8%)
██ Sport (4,5%)
██ Altri (15,2%)
██ TF1 (21,4%)
██ France 2 (14,3%)
██ M6 (9,9%)
██ France 3 (9,2%)
██ France 5 (3,4%)
██ D8 (3,4%)
██ TMC (3,1%)
██ Canal+ (2,6%)
██ W9 (2,6%)
██ Arte (2,2%)
██ BFM TV (2,2%)
██ NT1 (2%)
██ Altri (23,7%)

## Gruppi audiovisivi presenti nellaTNT
| Proprietario                | Gruppo              | Canali (100%)                                                                                      | Partecipazioni (%)                                                                                                |
| --------------------------- | ------------------- | -------------------------------------------------------------------------------------------------- | --- |
| Arte France (50%)           | Groupe Arte (GEIE)  | Arte                                                                                               | TV5 Monde (1,645%)                                                                                                |
| Assemblée nationale e Sénat | Parlamento francese | La Chaîne parlementaire (LCP - Assemblée nationale e Public Sénat)                                 | |
| Baudecroux (79,91%)         | NRJ Group           | NRJ 12, Chérie 25, NRJ Hits                                                                        | |
| Bouygues (43,70%)           | Groupe TF1          | TF1, TMC, TFX, TF1 Séries Films, LCI, TV Breizh, Histoire, Ushuaïa TV                              | Serieclub (50%)                                                                                                   |
| État français (100%)        | France Médias Monde | France 24, Radio France Internationale, Monte Carlo Doualiya                                       | TV5 Monde (12,64%)                                                                                                |
| État français (100%)        | France Télévisions  | France 2, France 3, France 4, France 5, La 1ère                                                    | France Info, TV5 Monde (49%), Arte France (45%), Euronews (11%), Africanews (11%), Mezzo (40%), Planète+ CI (34%) |
| Famiglia Amaury (100%)      | Groupe Amaury       | L'Équipe                                                                                           | |
| Groupe Canal+ (100%)        | MultiThématiques    | Planète+, Planète+ A&E                                                                             | Planète+ CI (66%)                                                                                                 |
| Lagardère (100%)            | Lagardère Active    | Gulli, MCM, MCM Top, Canal J, TiJi, ELLE Girl, Virgin Radio TV, RFM TV                             | Mezzo (60%) |
| RTL Group (48,26%)          | Groupe M6           | M6, W9, 6ter, Paris Première, Téva, M6 Music, M6 Boutique, Girondins TV                            | Serieclub (50%)                                                                                                   |
| SFR Group (49%)             | NextRadioTV         | BFM TV, RMC Découverte, RMC Story, BFM Business, BFM Paris, BFM Sport                              | |
| Vivendi (100%)              | Groupe Canal+       | Canal+, Canal+ Cinéma, Canal+ Décalé, Canal+ Sport, Canal+ Family, Canal+ Séries, C8, CStar, CNews | MultiThématiques (100%)                                                                                           |